# Michał Budny (dyplomata)
Michał Budny (ur. 1907 w Kielcach, zm. w 1995) – polski dyplomata.
Ukończył studia prawnicze na Uniwersytecie Warszawskim. W latach 1935–1945 był sekretarzem Ambasady RP początkowo w Waszyngtonie, później w Londynie. Przez ponad 20 lat współpracował z Międzynarodową Federacją Linii Lotniczych – IATA w Nowym Jorku i Montrealu, gdzie pełnił funkcję dyrektora wydziału biur podróży. Autor „Wspomnień niefrasobliwych” oraz opracowań i artykułów w wydawnictwach polskich i obcojęzycznych. Dyrektor Instytutu Józefa Piłsudskiego w Ameryce w latach 1973–1983.

## Odznaczenia
- Krzyż Komandorski Orderu Odrodzenia Polski (19 marca 1983)[1]
- Krzyż Oficerski Orderu Odrodzenia Polski (10 marca 1978)[2]
- Krzyż Kawalerski Orderu Odrodzenia Polski (3 maja 1976)[3]